# Denis Tcherviakov
Denis Tcherviakov - en russe : Денис Червяков et en anglais : Denis Chervyakov - (né le 20 avril 1970 à Leningrad en URSS) est un joueur professionnel russe de hockey sur glace.

## Biographie
En 1990, il commence sa carrière avec le SKA Saint-Pétersbourg dans le championnat d'URSS. Il est choisi au cours du repêchage d'entrée 1992 dans la Ligue nationale de hockey par les Bruins de Boston en 11e ronde, en 256e position. Le 21 janvier 1993, il joue le premier match de ses deux matchs dans la LNH face aux Flyers de Philadelphie. Il a par la suite évolué dans les ligues mineures d'Amérique du Nord, ainsi que dans les championnats élites de Finlande, Suède et Allemagne. Il met un terme à sa carrière en 2001.

## Statistiques

### En club
| Saison     | Équipe                     | Ligue      |    | Saison régulière | Saison régulière | Saison régulière | Saison régulière | Saison régulière |    | Séries éliminatoires | Séries éliminatoires | Séries éliminatoires | Séries éliminatoires | Séries éliminatoires |
| Saison     | Équipe                     | Ligue      | PJ | B                | A                | Pts              | Pun              | PJ               | B  | A                    | Pts                  | Pun                  |                      |                      |
| 1990-1991  | SKA Saint-Pétersbourg      | URSS       | 28 | 2                | 1                | 3                | 40               |                  |    |                      |                      |                      |                      |                      |
| 1991-1992  | Pardaugava Riga            | MHL        | 14 | 0                | 1                | 1                | 12               |                  |    |                      |                      |                      |                      |                      |
| 1992-1993  | Knights d'Atlanta          | LIH        | 1  | 0                | 0                | 0                | 0                | --               | -- | --                   | --                   | --                   |                      |                      |
| 1992-1993  | Bruins de Providence       | LAH        | 48 | 4                | 12               | 16               | 99               | --               | -- | --                   | --                   | --                   |                      |                      |
| 1992-1993  | Bruins de Boston           | LNH        | 2  | 0                | 0                | 0                | 2                | --               | -- | --                   | --                   | --                   |                      |                      |
| 1993-1994  | Bruins de Providence       | LAH        | 58 | 2                | 16               | 18               | 128              | --               | -- | --                   | --                   | --                   |                      |                      |
| 1994-1995  | Bruins de Providence       | LAH        | 65 | 1                | 18               | 19               | 130              | 10               | 0  | 2                    | 2                    | 14                   |                      |                      |
| 1995-1996  | Bruins de Providence       | LAH        | 64 | 3                | 7                | 10               | 58               | 4                | 1  | 0                    | 1                    | 21                   |                      |                      |
| 1996-1997  | Thoroughblades du Kentucky | LAH        | 52 | 2                | 11               | 13               | 78               | --               | -- | --                   | --                   | --                   |                      |                      |
| 1997-1998  | Lukko Rauma                | SM-liiga   | 24 | 0                | 0                | 0                | 57               | --               | -- | --                   | --                   | --                   |                      |                      |
| 1997-1998  | Ässät Pori                 | SM-liiga   | 2  | 0                | 0                | 0                | 2                | --               | -- | --                   | --                   | --                   |                      |                      |
| 1997-1998  | Tappara Tampere            | SM-liiga   | 14 | 0                | 2                | 2                | 14               | 4                | 0  | 0                    | 0                    | 0                    |                      |                      |
| 1998-1999  | Kingfish de Bâton-Rouge    | ECHL       | 4  | 1                | 3                | 4                | 16               | --               | -- | --                   | --                   | --                   |                      |                      |
| 1998-1999  | Cyclones de Cincinnati     | LIH        | 32 | 3                | 3                | 6                | 62               | --               | -- | --                   | --                   | --                   |                      |                      |
| 1998-1999  | Solar Bears d'Orlando      | LIH        | 12 | 0                | 2                | 2                | 39               | 9                | 0  | 0                    | 0                    | 16                   |                      |                      |
| 1998-1999  | Pirates de Portland        | LAH        | 13 | 0                | 0                | 0                | 15               | --               | -- | --                   | --                   | --                   |                      |                      |
| 1999-2000  | Hannover Scorpions         | DEL        | 14 | 0                | 2                | 2                | 22               | --               | -- | --                   | --                   | --                   |                      |                      |
| 1999-2000  | VIK Västerås HK            | Elitserien | 33 | 0                | 2                | 2                | 136              |                  |    |                      |                      |                      |                      |                      |
| 2000-2001  | Lynx d'Augusta             | ECHL       | 52 | 0                | 6                | 6                | 51               | --               | -- | --                   | --                   | --                   |                      |                      |
| Totaux LNH | Totaux LNH                 | Totaux LNH | 2  | 0                | 0                | 0                | 2                |                  |    |                      |                      |                      |                      |                      |